# Pääsaari (ö i Mellersta Finland, Jyväskylä)
Pääsaari är en liten ö i Finland. Den ligger i sjön Sääkspää och i kommunen Urais i den ekonomiska regionen  Jyväskylä  och landskapet Mellersta Finland, i den centrala delen av landet, 260 km norr om huvudstaden Helsingfors. Öns area är 0,1 hektar och dess största längd är 60 meter i nord-sydlig riktning.